# Estación de La Pobla de Farnals
La Pobla de Farnals es una estación de la línea 3 de Metrovalencia que se encuentra en el municipio de Puebla de Farnals.
Fue inaugurada en el año 1995, con la inauguración de la línea 3.  Está situada en la calle Juan XXIII.